# 기독교 평등주의
기독교 평등주의 (Christian egalitarianism)는 성서적 평등 또는 복음주의적 페미니즘이라고도 불리며 기독교 안에서의 평등을 옹호하는 사상체계를 말한다.  이 원칙의 기본 사상은 성경이 남성과 여성에 대하여 차별이 없음을 말한다고 믿는 데서 출발한다.  이는 상호보완론과 달리, 여성도 또한 성직자나 목회자가 될 수 있으며 성차별이 없어야 한다고 주장한다.  그들은 현대 사회에 만연한 성차별에 대하여 반대하며 특히 교회 안에서도 차별이 없어야 함을 강조한다.  이것은 권위적 사회와 계급에 의해 차별을 하는 사회가 교회에서 만큼은 없어야 한다는 그들의 주장을 담고 있다. 

## 대표적 교단
퀘이커, 미국 연합 감리교(UMC), 미국 장로교 (PCUSA), 나자렛 교단, 복음 언약교단 (ECC), 하나님의 성회

## 성경적 근거
- 갈라디이서 3:28  유대인이나 헬라인이나, 노예나 자유자나, 남자나 여자나 모두가 다 그리스도 예수 안에서 하나이니라.  ( 예수가 모든 차별을 없애도록 명령했다고 해석 )
- 창세기 5:2 남자와 여자를 창조하셨고 ( 하나님이 하나님의 형상으로 남자와 여자 동등히 창조하였음으로 둘 모두 죄에 대해여 공히 책임을 갖고 있고, 공히 그리스도에 의해 구원받아야 함으로 해석 )

## 같이 보기
- 카타리파
- 혼인성사